# جنكيز خان (لعبة فيديو)
جنكيز خان (بالإنجليزية: Genghis Khan)، هي لعبة فيديو يابانية، من تطوير ونشر شركة كويي، صدرت في الأسواق سنة 1987، وتعمل على منصات إم إس إكس، أميغا وإم إس-دوس.